# Attaques de Soueïda
Ne doit pas être confondu avec Combats de Soueïda.
Guerre civile syrienne
Batailles
Les attaques de Soueïda ont lieu le 25 juillet 2018 lors de la guerre civile syrienne. Elles sont menées par l'État islamique dans la ville de Soueïda et dans des villages environnants. 

## Prélude
Le gouvernorat de Soueïda est une région du sud de la Syrie, majoritairement peuplée de Druzes,. Elle est relativement épargnée lors de la guerre civile syrienne. Bien que le président syrien Bachar el-Assad y soit impopulaire, ses habitants redoutent encore davantage les islamistes,. Les Druzes acceptent d'apporter leur soutien au régime syrien, mais à la condition que les combattants de la communauté ne soient pas déployés en dehors de leur région,. De fait, le gouvernement contrôle peu la province qui est essentiellement tenue par des milices locales. Les plus importantes sont les Cheikhs de la dignité et Dareh al-Watan. Des milices des Forces de défense nationale, des Brigades du Baas et du PSNS sont également présentes dans la région. L'armée est uniquement présente autour de la province. À l'été 2018 cependant, le régime commence à faire pression sur les jeunes druzes pour que ces derniers acceptent de faire leur service militaire dans l'armée syrienne.
Le 19 mai 2018, la bataille de la Ghouta orientale s'achève et les forces de l'État islamique encerclées à Yarmouk, au sud de Damas, acceptent un accord d'évacuation avec le régime et la Russie,. Les djihadistes abandonnent Yarmouk au régime, et en échange ils sont évacués vers les régions désertiques de l'Est avec les membres de leurs familles — soit 1 600  à   1 800 personnes au total, dont 800 combattants — les 20 et 21 mai,. Les djihadistes s'installent alors dans une zone désertique au nord-est du gouvernorat de Soueïda,,,. Cette arrivée provoque alors des protestations de la part des habitants de Soueïda,,. D'après Le Monde, « certaines voix accusent les autorités d’avoir laissé le terrain libre aux djihadistes pour effrayer les druzes et faciliter le retour en force du régime dans la région. Cette thèse est cependant contestée ». Parmi les accusateurs figurent notamment Walid Joumblatt, principal leader de la communauté druze du Liban, qui déclarera après les attaques : « Le régime est de connivence avec l’Etat islamique dans cette affaire ». 
Le 7 juin 2018, pour la première fois depuis l'année 2016, les djihadistes de l'État islamique parviennent à lancer une attaque dans le gouvernorat de Soueïda qui cause la mort d'au moins 27 combattants prorégime, dont 14 soldats de l'armée syrienne et plusieurs miliciens chiites selon l'Observatoire syrien des droits de l'homme (OSDH),.

## Déroulement
Le 25 juillet 2018, l'État islamique lance une série d'attaques dans le gouvernorat de Soueïda. La ville de Soueïda est ciblée, de même que plusieurs villages du nord-est de la province. 
L'attaque débute à 4 heures du matin et est menée sur trois axes. Dans l'obscurité, les djihadistes s'infiltrent à l'intérieur des villes et des villages, parfois guidés par des bédouins locaux,.
Dans la ville de Soueïda, quatre kamikazes se font exploser dans la matinée,,. Le premier se fait exploser dans un marché aux légumes, deux autres dans le centre-ville et le quatrième dans un immeuble après avoir été coincé par des habitants. Ces attentats tuent une trentaine de personnes. 
Dans plusieurs villages au nord-est de la ville, les djihadistes frappent aux portes des maisons en appelant parfois certains habitants par leurs noms. Des dizaines de civils sont massacrés dans leurs maisons, d'autres habitants sont faits prisonniers et sont emmenés par les hommes de l'EI, d'autres encore sont laissés comme témoins,,. Des snipers de l'EI se déploient également à l'extérieur des villages, tandis que des fantassins prennent des positions retranchées,.
Les attaques sont revendiquées le jour même par l'État islamique. L'organisation diffuse notamment une vidéo montrant la décapitation de quatre miliciens loyalistes. Des médias locaux à Soueïda publient également des images de djihadistes tués et affirment que des papiers d'identité retrouvés sur eux indiquent qu'ils s'agissait de combattants évacués de Yarmouk.
Les miliciens locaux prennent alors les armes et mènent des contre-attaques pour repousser les djihadistes,,. Plusieurs frappes aériennes sont effectuées par l'aviation du régime. L'armée syrienne annonce ensuite avoir repris trois villages aux djihadistes.

## Otages
Selon l'OSDH et un site d'information local, Soueida24, 20 femmes et 16 enfants de la communauté druze ont également été enlevés par les djihadistes, tandis que 17 hommes sont portés disparus,. L'OSDH déclare cependant peu après que quatre femmes ont réussi à prendre la fuite, mais que deux autres sont mortes, l'une tuée par balles, l'autre, probablement d'épuisement. Une des femmes, enceinte de neuf mois, accouche également pendant sa détention selon Soueida24. Des négociations s'ouvrent alors entre l'État islamique et la Russie, par l'intermédiaire de Taïmour Joumblatt, le fils de Walid Joumblatt, pour obtenir la libération des otages,. Selon l'OSDH, les djihadistes réclament notamment la libération par le régime des combattants de l'EI capturés pendant l'offensive de Deraa. Mais les négociations échouent et le 5 août, la décapitation par l'État islamique d'un jeune étudiant druze de 19 ans est annoncée,. Le 9 août, une femme de 65 ans meurt à son tour, probablement de maladie. Le 2 octobre, la mort d'une jeune femme de 25 ans, exécutée d'une balle dans la tête, est annoncée à un négociateur. 
Selon l'OSDH, un accord est ensuite conclu entre le régime syrien et l'État islamique, selon lequel le premier relâcherait 60 femmes de l'EI et verserait une rançon de 27 millions de dollars et en contrepartie le second libérerait les 27 otages druzes. Un premier échange a lieu dans la nuit du 19 au 20 octobre : deux femmes et quatre enfants sont libérés par l'EI. Le 8 novembre, Sana, l'agence de presse du régime syrien annonce que les derniers otages, au nombre de 19, ont été libérés par l'armée lors d'une opération militaire, et leurs ravisseurs tués. Nour Radwan, un journaliste basé à Soueïda, affirme cependant à l'AFP que les otages ont été libérés par l'État islamique dans le cadre de la deuxième étape de l'accord d'échange. Le leader druze Walid Joumblatt conteste également que l'armée syrienne soit impliquée dans la libération des otages : « Cela ne s’est absolument pas passé comme le raconte le régime de Damas. Il y avait eu une première vague de libérations le 20 octobre, le résultat d’une négociation parrainée par le Kremlin. Et ce sont encore les Russes qui ont libéré les derniers otages. Mon fils était à Moscou, où il avait rencontré le vice-ministre des Affaires étrangères, Mikhaïl Bogdanov, une semaine plus tôt. Il avait été prévenu de l’opération et elle a eu lieu juste après, comme annoncé. L’armée syrienne n’a rien eu à voir là-dedans. Mais le régime de Bachar al-Assad tente de voler la victoire, cela n’a rien d’étonnant ».

## Les pertes
Selon l'Observatoire syrien des droits de l'homme (OSDH), le bilan des attaques est d'au moins 258 morts, dont 116 soldats et miliciens loyalistes et 142 civils, dont 38 femmes et enfants, tandis que les djihadistes comptent au moins 63 morts, dont sept kamikazes,,.
L'agence Amaq de l'État islamique revendique pour sa part la mort de 435 soldats et miliciens loyalistes. Les médias officiels du régime syrien font quant à eux état de morts et de blessés, mais ne donnent pas de bilan.
Pour l'OSDH, il s'agit des tueries les plus meurtrières dans le gouvernorat de Soueïda depuis le début de la guerre civile. Les funérailles des victimes ont lieu à Soueïda le lendemain.

## Suites
Le 13 novembre 2018, le président Bachar el-Assad reçoit dans son palais présidentiel des familles druzes venues de Soueïda. Il déclare alors : « Il faut surtout remercier nos forces armées qui ont libéré non seulement les otages, mais aussi la patrie enlevée. Quand l’armée ne peut pas faire face à l’est, c’est parce qu’elle combat les terroristes à l’ouest ». Il appelle alors une nouvelle fois les Druzes à accepter le service militaire : « L’armée requiert notre engagement. Les jeunes doivent rejoindre ses rangs. Quiconque s’est soustrait de l’armée porte une responsabilité face aux terroristes »,. Mais l'appel n'est pas suivi par les Druzes.

### Vidéographie
- [vidéo] Syrie : Soueida pleure ses morts, Euronews, 26 juillet 2018.